# Tinh chế dầu mỏ và khí đốt tự nhiên ở Turkmenistan
Turkmenistan là một quốc gia sở hữu dầu mỏ và khí đốt tự nhiên dồi dào, đã phát triển một ngành phụ trong nền kinh tế của mình liên quan đến việc tinh chế hai loại nhiên liệu hóa thạch này.
Dầu và khí đốt chiếm tỉ trọng rất lớn gần như chủ yếu trong xuất khẩu của Turkmenistan, trong đó riêng các sản phẩm khí đốt chiếm hơn 76% xuất khẩu vào năm 2020.

## Lọc dầu
Có hai nhà máy lọc dầu ở Turkmenistan, chúng nằm ở thành phố Türkmenbaşy và thành phố Seýdi.
Nhà máy lọc dầu Türkmenbaşy là nhà máy lớn nhất trong số hai nhà máy lọc dầu, với công suất hơn 10 triệu tấn dầu mỗi năm. Nhà máy lọc dầu này sản xuất nhiều loại sản phẩm, bao gồm xăng không chì, dầu cốc, nhựa đường, chất tẩy giặt, dầu diesel được xử lý bằng hydro và dầu bôi trơn. Chính phủ Turkmenistan thể hiện sự quan tâm đến việc thu hút đầu tư nước ngoài nhằm xây dựng các nhà máy sản xuất các sản phẩm từ dầu mỏ cho người tiêu dùng cuối cùng như chất tẩy rửa và lốp xe. Nhà máy lọc dầu báo cáo các sản phẩm của họ được xuất khẩu sang Nga, Trung Quốc, Iran, Afghanistan, Thổ Nhĩ Kỳ, Pakistan, Tajikistan và Nhật Bản.
Turkmenistan đã đầu tư 900 triệu USD vào một số dự án được thiết kế để giúp tăng công suất lọc dầu của đất nước lên thêm 95% vào năm 2030. Các dự án bao gồm xây dựng cơ sở luyện cốc (cacbon hóa) và khử nhựa đường với công suất hàng năm là 900.000 và 500.000 tấn tương ứng. Chính phủ Turkmenistan cũng đã xây dựng một cơ sở sản xuất nhựa đường với công suất hàng năm là 38.000 tấn cũng như một cơ sở sản xuất màng polypropylene và một nhà máy lọc dầu với công suất 3 tỷ tấn mỗi năm. Turkmenistan đã ủy thác một nghiên cứu khả thi liên quan đến việc xây dựng một nhà máy lọc dầu mới ở Vùng Balkan của Turkmenistan.

## Tinh chế khí đốt tự nhiên
Nghiên cứu và thăm dò địa chất được thực hiện ở biển Caspi với sự giúp đỡ của Hoa Kỳ vào năm 2000, cho thấy sự hiện diện của 11.000.000.000 tấn dầu và 5.500.000.000.000 mét khối (1,9×1014 ft khối) khí đốt trên bờ biển của đất nước Turkmenistan. Trong lịch sử, Turkmenistan là nước xuất khẩu nhiều khí đốt tự nhiên, xuất khẩu gần 80% nguyên liệu thô được sản xuất. Tuy nhiên, kể từ những năm 2010, Turkmenistan ngày càng phải đối mặt với một thời kỳ khó khăn trong việc tăng cường xuất khẩu khí đốt tự nhiên. Để đối phó, chính phủ có kế hoạch lọc khí tự nhiên để tạo ra các hóa chất như metanol, cao su tổng hợp, và vật liệu làm nước sơn. Vào tháng 10 năm 2018, chính phủ đã mở một cơ sở hóa chất ở Vùng Balkan của Turkmenistan nhằm tạo ra polyethylene và polypropylene, theo hợp đồng với LG International, Toyo Engineering và Hyundai Engineering. Cơ sở này tiêu tốn 3,4 tỷ đô la Mỹ kinh phí xây dựng và có khả năng chuyển đổi 5.000.000.000 mét khối (1,8×1011 ft khối) khí đốt tự nhiên thành 81.000 tấn polypropylene cũng như 386.000 tấn polyethylene mỗi năm.
Chính phủ cũng đã tạo ra một cơ sở chuyển đổi khí đốt tự nhiên thành xăng ở Vùng Ahal của Turkmenistan. Nó được hình thành lần đầu tiên vào năm 2013 theo một hợp đồng với Türkmengaz, Rönesans Türkmen và Kawasaki Heavy Industries. Chi phí xây dựng là 1,7 tỷ đô la Mỹ và được mở cửa vào năm 2019. Nhà máy có khả năng chuyển đổi 1.785.000.000 mét khối (6,30×1010 ft khối) khí tự nhiên thành 600.000 tấn xăng A-92 mỗi năm.
Ngoài xăng ra, chính phủ đã tìm cách chuyển đổi khí tự nhiên sang dầu lỏng. Một cơ sở mới đã được Bộ Dầu khí Turkmenistan công bố vào tháng 4 năm 2016, được thành lập bởi một hợp đồng với LG International Corp của Hàn Quốc, Hyundai Engineering Co và Itochu Corporation của Nhật Bản. Dự kiến, nó sẽ chuyển đổi 3.700.000.000 mét khối (1,3×1011 ft khối) thành 1,1 triệu tấn dầu diesel và hơn 400.000 tấn naphtha mỗi năm. Nước này có kế hoạch xây dựng thêm khí đốt cho các nhà máy sản xuất chất lỏng trong những năm tới.
Trong nhiều thập kỷ, Turkmenistan tranh chấp với Azerbaijan quyền sở hữu một khối dầu khí lớn nằm bên trong vùng đặc quyền kinh tế của cả hai nước ở biển Caspi. Năm 2021, hai nước đã ký biên bản ghi nhớ tại Ashgabat nhằm tiến hành các hoạt động thăm dò và phát triển thực địa chung. Sau cuộc xâm lược Ukraine năm 2022 của Nga và tranh chấp khí đốt sau đó, Turkmenistan được coi là nhà cung cấp thay thế cho châu Âu.
Vào tháng 7 năm 2022, Turkmenistan bắt đầu khai thác khí đốt từ một nhà máy khí đốt mới ở Vùng Mary.